# Ґражина Лея
Ґражи́на Ле́я (пол. Grażyna Leja; 10 жовтня 1954  — 16 квітня 2021 ) ― польська політична й державна діячка, підприємиця, у 2007–2008 роках ― заступниця секретаря Міністерства спорту та туризму Польщі.

## Життєпис
Здобула освіту в Економічному університеті в Кракові, за спеціальністю «Організація та керування туризмом», після чого працювала в туристичній агенції «Орбіс». Також керувала власним готелем. У 90-х роках стала членкинею Польської селянської партії. 1997, 2001, 2005 та 2007 року кандидувала до Сейму від ПСП (2005 та 2007 ― першим місцем у списку) у Краківському окрузі (№ 21, потім №13), набравши програшні 236, 269, 3398 та 8331 голос відповідно. 2006 року Ґражина Лея очолила регіональний список партії Яцека Майхровського до Краківської міської ради, проте набрала 1992 голоси, чого бракувало для одержання мандату.
З 2002 до 2010 року (з двомісячною перервою з листопада 2007 до січня 2008) була представницею президента Кракова Яцека Майхровського з питань туризму (з 2002 до 2007 рік також відповідала за культуру). 27 листопада 2007 року призначена секретаркою Міністерства спорту та туризму, відповідальною за туризм. Подала у відставку 4 січня 2008 року (прийнято 8 січня) з огляду на заяви Інституту національної пам'яті про співпрацю зі спецслужбами Польської Народної Республіки.
У травні 2010 року її незаконно засудив окружний суд у Кракові за подання неправдивої люстраційної декларації на три роки позбавлення громадянських прав. Судове рішення скасував апеляційний суд через вади доказів. У листопаді 2011 року, після повторного розгляду справи, окружний суд у Кракові підтвердив правдивість люстраційної декларації Ґражини Леї та виправдав її.
Рішенням від 15 грудня 2003 року Ґражина Лея була нагороджена Золотим Хрестом Заслуги.